# Pauluskirche (Eppelheim)

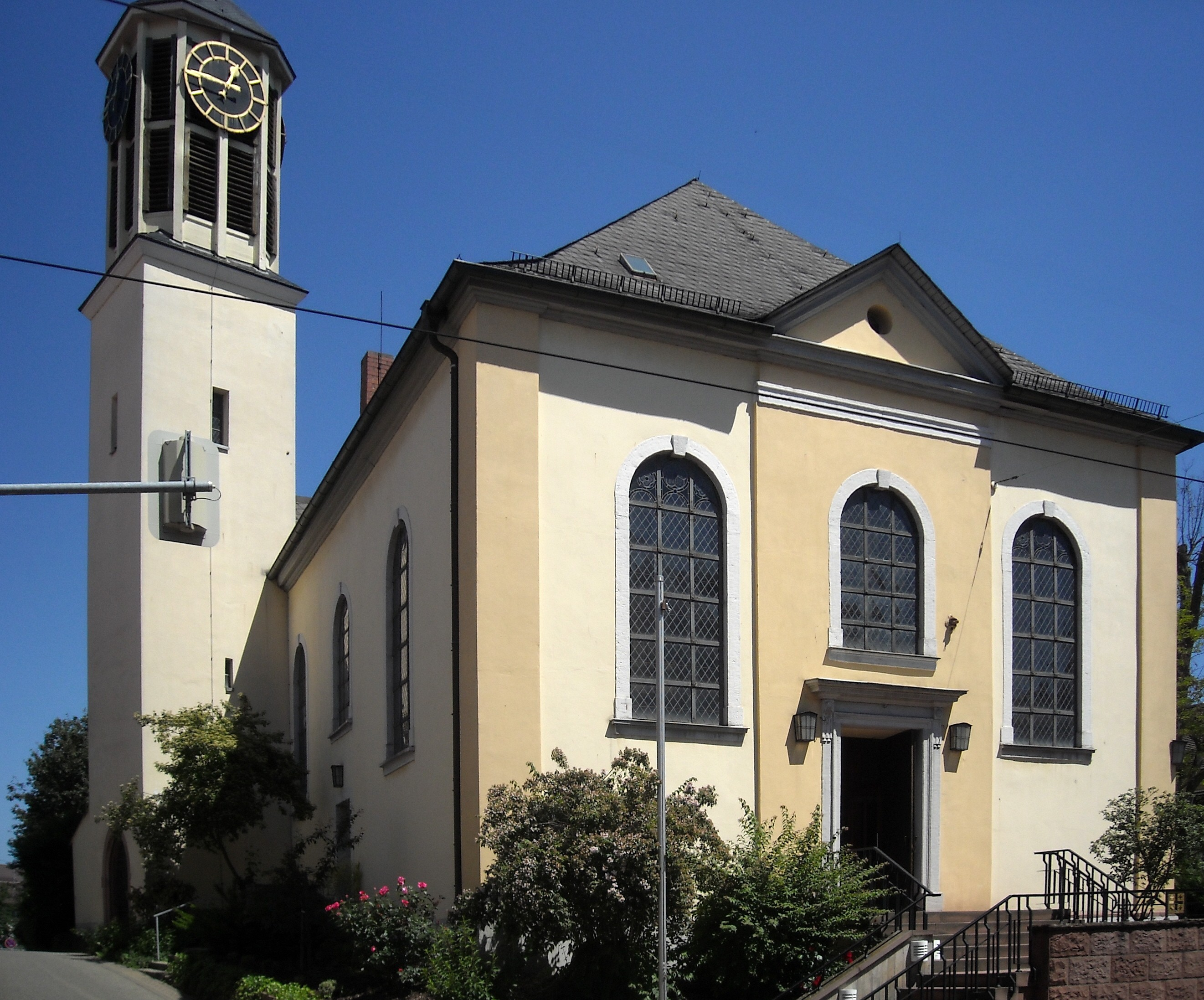
Pauluskirche von Süden

Die Pauluskirche Eppelheim ist eine evangelische Pfarrkirche in der Hauptstraße in Eppelheim. Sie gehört heute zum Kirchenbezirk Südliche Kurpfalz der Evangelischen Landeskirche in Baden.

## Baugeschichte

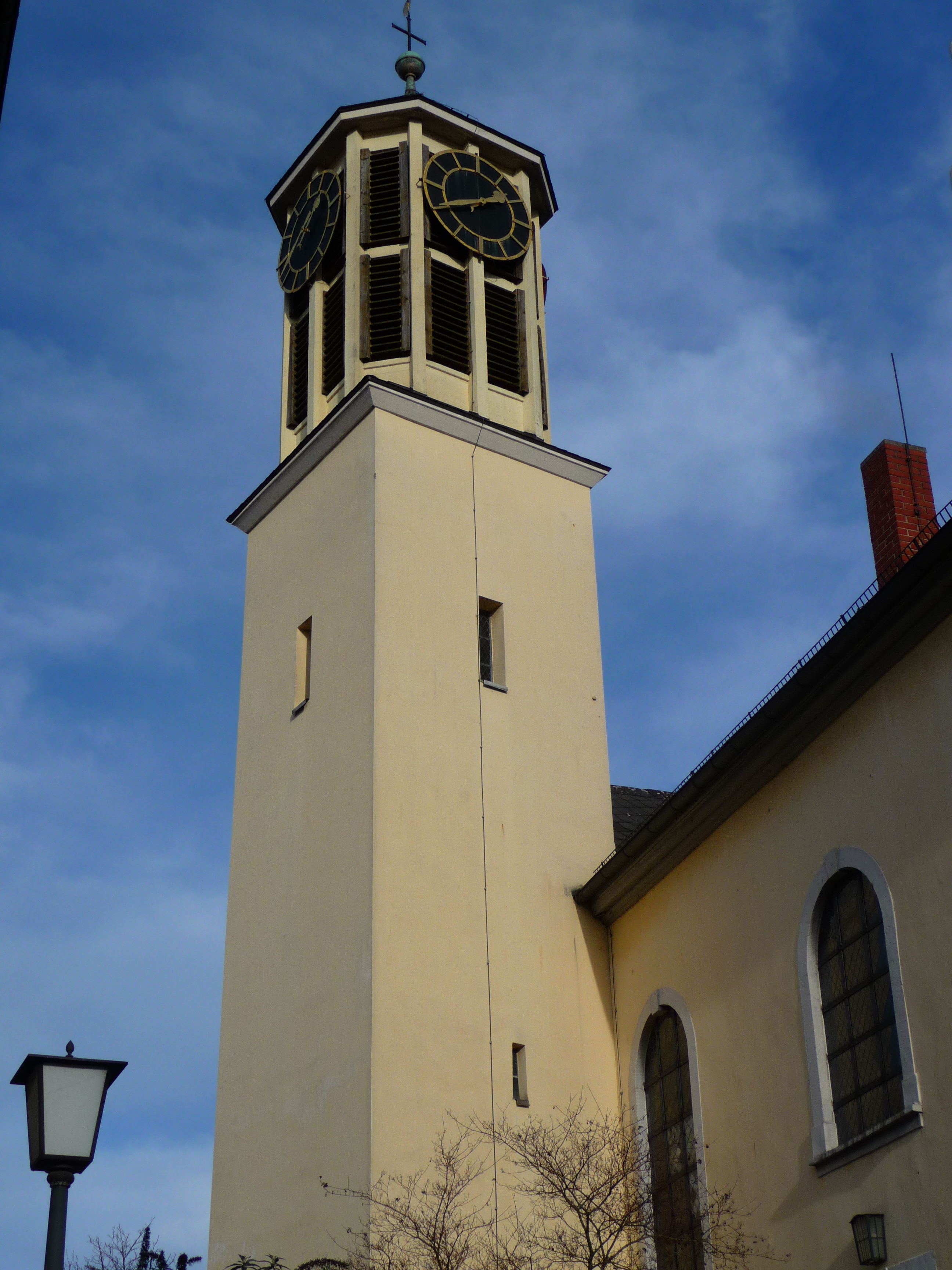
Kirchturm

Der älteste Teil der Pauluskirche ist der Schaft des spätgotischer Turms aus der 2. Hälfte des 15. Jahrhunderts. In die Langhauswand ist das Bruchstück eines Seitenportalbogens mit der Inschrift 1531 aus der Vorgängerkirche eingemauert.
1811/12 wurde an Stelle des nach Osten ausgerichteten Langhauses der vorigen, baufälligen Kirche ein spätbarocker Neubau mit süd-nördlicher Orientierung an der neuen Dorfstraße errichtet. Am 22. März 1812 wurde die Pauluskirche eingeweiht. Für die im Zweiten Weltkrieg verloren gegangenen Kirchenglocken wurden bald nach Kriegsende vier neue beschafft. Sie sollten aber in einem höheren Turm besser zur Geltung kommen, und so wurde der alte Turm durch einen offenen laternenartigen Aufsatz aus Stahlbeton aufgestockt. Die neue Turmuhr hat Zifferblätter von etwa zwei Metern Durchmesser an allen vier Seiten des Turms. Am 5. Dezember 1948 wurden die Glocken im neuen Turm mit einer Glockenweihe von Landesbischof D. Bender feierlich eingeweiht. Eine der Glocken wurde vom Unternehmerehepaar Leonie und Rudolf Wild gespendet.
Am 2. August 1952 begann mit Unterstützung des Evangelischen Oberkirchenrates und vieler Privatspenden der Abriss der nördlichen Kirchenwand und der Bau eines neuen Choranbaus, der am 6. September fertiggestellt wurde. Am 17. Oktober konnte für den neuen Gemeindesaal-Anbau Richtfest gefeiert werden. Da die alte Empore als für den Kirchenraum nicht mehr passend empfunden wurde, wurde sie im Spätsommer 1953 durch eine Trägerkonstruktion aus zwei dünnen Stahlrohren ersetzt. Zuletzt wurde 1954 noch die altersschwache Orgel, welche nicht zur neuen Empore passte, durch ein neues Instrument ersetzt. Seit diesem Jahr 1954 hat die Kirche auch ihren Namen „Pauluskirche“.

## Ausstattung

### Kunst
Das Portal wurde von dem Heidelberger Künstler Harry MacLean gestaltet. Die Bronzetür zeigt in kleinen Reliefs fünf alte christliche Symbole: „Paulus mit dem Schwert“ (= Wort Gottes), die „Hand Gottes“ (= göttliche Macht und Schutz), „fünf Brote und zwei Fische“ (= göttliche Fürsorge), die „Taube über dem Wasser“ (= der Heilige Geist) sowie einen „Weinstock“ (= Verbundenheit Christi mit den Gläubigen).
Das Innere der Kirche ist schlicht gehalten. Als besondere Ausstattung sind allerdings einzelne Fenster zu nennen, die ebenfalls Harry MacLean schuf, der sich besonders als Glaskünstler einen Namen gemacht hat. Das Michaelsfenster an der Ostseite des Kirchenschiffes sowie die beiden Rundfenster Jesus, der gute Hirte über dem Altar und Ausgießung des Heiligen Geistes auf der Westseite stammen von 1953. Im September 1993 übergab er kurz vor seinem Tod noch die beiden Fenster für das Gemeindehaus, Die Schöpfung und Speisung in der Wüste, deren Originalentwürfe die evangelische Kirchengemeinde als Dauerleihgabe erhielt.
Im Chorraum hängt eine moderne Christus-Ikone, ein Geschenk der polnisch-orthodoxen Partnergemeinde Eppelheims in Breslau.

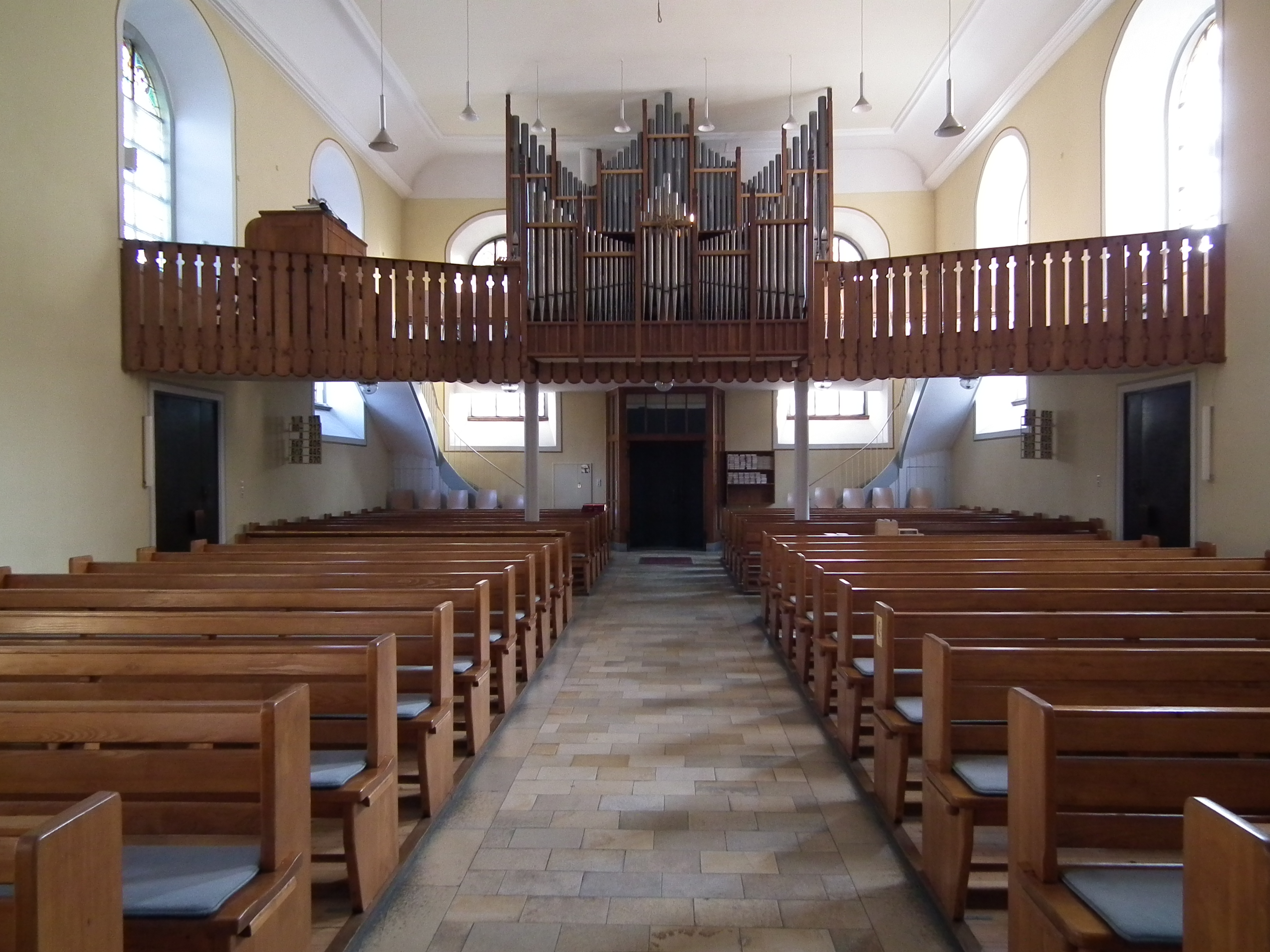
Sicht zur Orgelempore

### Orgel
Die Orgel wurde 1954 von der Werkstatt G. F. Steinmeyer & Co. eingebaut. Sie hatte damals 39 Register auf drei Manualen und Pedal. In den Jahren 2014 bis 2018 wurde sie von der Werkstatt für Orgelbau Rensch technisch und klanglich gründlich saniert und erhielt bei dieser Gelegenheit zwei weitere Register.

## Glocken
Nachdem im Verlauf des Zweiten Weltkriegs die vorhandenen Glocken verloren gingen, sollte möglichst bald nach Kriegsende ein neues Geläut erklingen. Schon 1948 konnten vier neue von der Glocken- und Kunstgießerei Rincker gegossene Glocken im aufgestockten Kirchturm aufgehängt werden.
| Nr. | Name               | Gewicht | Durchmesser | Ton | Inschrift                                                    |
| --- | ------------------ | ------- | ----------- | --- | ------------------------------------------------------------ |
| 1   | Totenglocke        | 937 kg  | 1173 mm     | f   | Jesus Christus gestern und heute, derselbe auch in Ewigkeit. |
| 2   | Vater-Unser-Glocke | 493 kg  | 936 mm      | a   | Unser Glaube ist der Sieg, der die Welt überwunden hat.      |
| 3   | Erstläuteglocke    | 272 kg  | 780 mm      | c   | Die Liebe hört nimmer auf.                                   |
| 4   | Segensglocke       | 195 kg  | 697 mm      | d   | Hoffnung lässt nicht zuschanden werden.                      |

Die Glocken sind in den Uhrschlag der Kirchturmuihr eingebunden. Glocke 1 schlägt die Stunden im 12-Stunden-Modus, die Glocken 2 und 3 schlagen mit Doppelschlag die Viertelstunden, ohne Aussetzung, also auch nachtsüber.